# Benzo(a)anthracen
Benzo[a]anthracen ist eine chemische Verbindung aus der Gruppe der polycyclischen aromatischen Kohlenwasserstoffe (PAK) und enthält vier verbundene Sechserringe. Er ist eines von 16 PAK, die von der US-amerikanischen  Umweltbehörde (Environmental Protection Agency, EPA) in die Liste der prioritären Schadstoffe (EPA-Liste) aufgenommen wurden und steht auf der EU-Liste von PAK, deren Untersuchung empfohlen wird.

## Vorkommen
Benzo[a]anthracen kommt in Steinkohlenteer vor. Darüber hinaus ist er einer der häufigsten PAK in der Umwelt. Mit seinen vier Benzolringen ist es relativ leichtflüchtig. Wie andere PAK ist es ein Produkt unvollständiger Verbrennung und findet sich unter anderem in gegrillten Fleischprodukten, Tabakrauch, Auto- und Industrieabgasen. Lebensmittel und Wasser können durch Abgase kontaminiert sein.

## Eigenschaften
Benzo[a]anthracen ist ein brennbarer hellgelber bis brauner Feststoff, der praktisch unlöslich in Wasser ist.

## Sicherheitshinweise
Benzo[a]anthracen ist in der Umwelt persistent und reichert sich in Organismen an. Es ist toxisch und mutagen. Darüber hinaus ist es im Tierversuch kanzerogen und steht im Verdacht, auch für Menschen kanzerogen zu sein.